# Gennaro Ruotolo
Gennaro Ruotolo (Santa Maria a Vico, 20 marzo 1967) è un allenatore di calcio ed ex calciatore italiano, di ruolo centrocampista, tecnico dell’Under-18 del Genoa.

## Carriera

### Giocatore
Centrocampista difensivo, cominciò la carriera agonistica nel 1984 col Sorrento in Serie C2. Prima stagione con poche presenze ma importanti: contribuì alla promozione del Sorrento dalla C2 alla Serie C1. Titolare inamovibile già al secondo anno, nel 1986 venne acquistato dall'Arezzo con cui disputò due stagioni da titolare in Serie B (36 partite e 2 goal nella prima, 34 match senza reti nella seconda).
Si disse che vari club blasonati gli offrirono un contratto, ma nell'estate del 1988 passò al Genoa, squadra di cui sarebbe diventato il simbolo: rimase con i rosso-blu per ben 14 stagioni (6 in Serie A e 8 in B) e tuttora vanta il record assoluto di presenze con la casacca genovese, ben 444, condite da 35 reti complessive. Ruotolo collabora alla storica qualificazione del Genoa in Coppa UEFA al termine della stagione 1990-91, per poi contribuire l'anno seguente al raggiungimento delle semifinali, dove il Genoa venne eliminato dall'Ajax.

Ruotolo all'Arezzo nella stagione 1986-1987

Nel 1991 è stato convocato per tre partite della nazionale: la sua unica presenza con la maglia azzurra è stata nella semifinale della Scania Cup del 12 giugno contro la Danimarca. Il 17 marzo 1996 realizza con la casacca del Genoa una tripletta a Wembley nella finale del Torneo Anglo-Italiano, vinto dal Genoa battendo in finale per 5-2 il Port Vale.
Nel 2002, il buon rapporto instaurato col presidente Aldo Spinelli gli permise di trasferirsi al Livorno una volta che l'ex presidente dei liguri l'acquistò e ne divenne presidente. Costretto a due anni di panchina in C1 e in B, nel 2003 provò un'esperienza all'estero con l'Al-Ittihad, squadra saudita. La cattiva esperienza orientale (solo 10 partite) lo convinse a tornare a Livorno e a disputare con gli amaranto la stagione 2003-2004 in B, nella quale, a dispetto dell'età inoltrata, fu titolare inamovibile: con le sue 41 partite e i suoi 3 gol contribuì alla promozione dei livornesi nella massima categoria.
Tornato nella massima serie italiana nella stagione 2004-2005, a dieci anni esatti dall'ultima volta, si dovette accontentare del ruolo di riserva dei calciatori più giovani. Ciononostante la sua esperienza fu preziosa per la squadra, soprattutto quando si trattava di difendere il risultato negli ultimi minuti di gioco. Franco Colomba prima e Roberto Donadoni poi si servirono di lui in 21 occasioni. Nella stagione 2005-2006, con l'esonero di Donadoni e l'arrivo in panchina di Carlo Mazzone, le possibilità di giocare dal primo minuto diminuirono, ma spesso il tecnico romano impiegò comunque Ruotolo negli ultimi minuti di gioco.
Nella stagione 2006-2007, conclusa l'esperienza livornese, è tornato al Sorrento, squadra dove aveva mosso i primi passi da calciatore e con cui all'età di 40 anni ha contribuito alla promozione in C1. Il 7 dicembre 2007 ha chiuso il suo rapporto con il Sorrento, motivando la sua scelta a causa di mancanza dei giusti stimoli: gli stessi che lo avevano portato a sposare la causa rossonera un anno e mezzo prima.
Il 29 dicembre 2007 firma con il Massa Lubrense, formazione della Costiera Sorrentina che milita nel campionato campano di Promozione e l'anno dopo si ritira dal calcio giocato a 41 anni d'età.

### Allenatore
Nell'estate del 2008 torna al Livorno, questa volta come allenatore in seconda della prima squadra. Il 23 maggio 2009 diviene il nuovo allenatore della squadra amaranto dopo l'esonero di Leonardo Acori. Dopo aver guidato la squadra, nell'ultima giornata, al terzo posto in classifica con relativa qualificazione ai play-off, Gennaro Ruotolo festeggia il suo primo traguardo da mister: gli amaranto, infatti, eliminano il Grosseto in semifinale e, infine, festeggiano la Serie A in finale, battendo, con un complessivo di 5-2, il Brescia.
Il 30 giugno 2009, tramite un comunicato ufficiale, viene sancita la permanenza di Ruotolo sulla panchina amaranto anche per la stagione 2009-2010. Il successivo 9 luglio il Comitato Esecutivo del Settore Tecnico della FIGC, deliberando all'unanimità, non ha concesso a Ruotolo la speciale deroga richiesta dal club amaranto per allenare in Serie A: quindi nella stagione 2009-2010 sarà affiancato da Vittorio Russo. Il 20 ottobre 2009 viene esonerato dalla panchina livornese; gli subentra Serse Cosmi.
A partire dal mese di gennaio 2010 gli viene affidata la guida della Primavera del Livorno ma il 6 aprile 2010 ritorna sulla panchina della prima squadra al posto dello stesso Cosmi, a sua volta esonerato. Non più affiancato da Russo, essendogli stata concessa una speciale deroga di due mesi per poter allenare in prima persona, non riesce a salvare la squadra dalla retrocessione in serie B e lascia Livorno al termine della stagione.
Il 3 giugno 2010 viene ingaggiato dal Savona, neopromosso in Lega Pro Seconda Divisione ma il 2 novembre viene esonerato per gli scarsi risultati ottenuti. Il 14 dicembre 2011 gli viene affidata la panchina del Sorrento, militante in Lega Pro Prima Divisione in sostituzione dell'esonerato Maurizio Sarri, perdendo la semifinale play-off contro il Carpi e non venendo confermato per la stagione seguente.
Il 21 ottobre 2012 assume la carica di allenatore del Treviso, in Lega Pro Prima Divisione al posto dell'esonerato Agenore Maurizi. A dicembre, alla fine del girone d'andata concluso all'ultimo posto in classifica, il presidente Renzo Corvezzo, che aveva chiamato Ruotolo alla guida del Treviso, viene esautorato in favore di Franco Sellitto, il quale, da nuovo amministratore unico voluto dal direttore generale Mario Santoro che con la All Sport si è unito all'impresario edile Tiziano Corrado formando il 51% e cioè la maggioranza, esonera Ruotolo e richiama Maurizi. Ruotolo contesta il licenziamento diffidando del potere decisionale di Sellitto e rimane alla guida del Treviso con la forza, sostenuto dalla squadra e da Corvezzo, il quale afferma: "Il presidente sono io e Ruotolo resta". La nuova dirigenza ha fatto sapere che chiederà l'intervento della polizia nel caso in cui Ruotolo dirigerà ancora gli allenamenti. Quest'ultimo in merito ha dichiarato: "Tutto fa esperienza, ne prendo atto e vado avanti col mio lavoro, sono molto sereno sotto questo aspetto perché non ho nulla da rimproverarmi. Sono io, a tutti gli effetti, l'allenatore del Treviso Calcio".
Ruotolo avrebbe poi insultato, minacciato e lanciato una monetina a Giampaolo Zorzo, corrispondente per La Gazzetta dello Sport, il quale, minacciato anche dagli ultrà lì presenti, ha annunciato che querelerà l'allenatore.
Il 18 marzo 2013 Ruotolo è esonerato dalla panchina del Treviso in seguito alla sconfitta con il San Marino. Al suo posto è stato chiamato Giovanni Bosi. L'11 giugno 2015 diventa il nuovo allenatore della Sangiovannese, squadra toscana militante in serie D. A fine stagione non viene riconfermato ed è sostituito da Ciro Ginestra.
Nell’agosto 2019, dopo aver allenato per qualche mese lo Spoleto in Eccellenza umbra, torna al Genoa come allenatore dell’Under-18  con cui vince il campionato di categoria contro i pari età della Roma nel 2020-2021 e nel 2023-2024. Nel marzo 2025 vince il Torneo di Viareggio battendo in finale la Fiorentina (0-1).

## Statistiche

### Cronologia presenze in nazionale
| Cronologia completa delle presenze e delle reti in nazionale ― Italia | Cronologia completa delle presenze e delle reti in nazionale ― Italia | Cronologia completa delle presenze e delle reti in nazionale ― Italia | Cronologia completa delle presenze e delle reti in nazionale ― Italia | Cronologia completa delle presenze e delle reti in nazionale ― Italia | Cronologia completa delle presenze e delle reti in nazionale ― Italia | Cronologia completa delle presenze e delle reti in nazionale ― Italia | Cronologia completa delle presenze e delle reti in nazionale ― Italia |
| Data                                                                  | Città                                                                 | In casa                                                               | Risultato                                                             | Ospiti                                                                | Competizione                                                          | Reti                                                                  | Note                                                                  |
| --------------------------------------------------------------------- | --------------------------------------------------------------------- | --------------------------------------------------------------------- | --------------------------------------------------------------------- | --------------------------------------------------------------------- | --------------------------------------------------------------------- | --------------------------------------------------------------------- | --------------------------------------------------------------------- |
| 12-6-1991                                                             | Malmö                                                                 | Italia                                                                | 2 – 0 dts                                                             | Danimarca                                                             | Torneo Scania 100                                                     | -                                                                     | 61’                                                                   |
| Totale                                                                |                                                                       | Presenze                                                              | 1                                                                     |                                                                       | Reti                                                                  | 0                                                                     |                                                                       |

### Statistiche da allenatore
Statistiche aggiornate al 30 giugno 2019.
| Stagione            | Squadra         | Campionato      | Campionato | Campionato | Campionato | Campionato | Coppe nazionali | Coppe nazionali | Coppe nazionali | Coppe nazionali | Coppe nazionali | Coppe continentali | Coppe continentali | Coppe continentali | Coppe continentali | Coppe continentali | Altre coppe | Altre coppe | Altre coppe | Altre coppe | Altre coppe | Totale | Totale | Totale | Totale | % Vittorie | Piazzamento              |
| Stagione            | Squadra         | Comp            | G          | V          | N          | P          | Comp            | G               | V               | N               | P               | Comp               | G                  | V                  | N                  | P                  | Comp        | G           | V           | N           | P           | G      | V      | N      | P      | %          | Piazzamento              |
| ------------------- | --------------- | --------------- | ---------- | ---------- | ---------- | ---------- | --------------- | --------------- | --------------- | --------------- | --------------- | ------------------ | ------------------ | ------------------ | ------------------ | ------------------ | ----------- | ----------- | ----------- | ----------- | ----------- | ------ | ------ | ------ | ------ | ---------- | ------------------------ |
| mag.-giu. 2009      | Livorno         | B               | 1+4        | 1+2        | 0+1        | 0+1        | CI              | -               | -               | -               | -               | -                  | -                  | -                  | -                  | -                  | -           | -           | -           | -           | -           | 5      | 3      | 1      | 1      | 60,00      | Sub., 3º (prom.)         |
| 2009-2010           | Livorno         | A               | 14         | 1          | 3          | 10         | CI              | 1               | 1               | 0               | 0               | -                  | -                  | -                  | -                  | -                  | -           | -           | -           | -           | -           | 15     | 2      | 3      | 10     | 13,33      | Eson., Sub., 20º (retr.) |
| Totale Livorno      | Totale Livorno  | Totale Livorno  | 19         | 4          | 4          | 11         |                 | 1               | 1               | 0               | 0               |                    | -                  | -                  | -                  | -                  |             | -           | -           | -           | -           | 20     | 5      | 4      | 11     | 25,00      |                          |
| lug.-nov. 2010      | Savona          | 2D              | 9          | 4          | 4          | 1          | CI-LP           | 6               | 3               | 2               | 1               | -                  | -                  | -                  | -                  | -                  | -           | -           | -           | -           | -           | 15     | 7      | 6      | 2      | 46,67      | Eson.                    |
| dic. 2011-2012      | Sorrento        | 1D              | 18+2       | 9+1        | 6          | 3+1        | CI+CI-LP        | -               | -               | -               | -               | -                  | -                  | -                  | -                  | -                  | -           | -           | -           | -           | -           | 20     | 10     | 6      | 4      | 50,00      | Sub., 4º                 |
| ott. 2012-mar. 2013 | Treviso         | 1D              | 18         | 2          | 6          | 10         | CI+CI-LP        | -               | -               | -               | -               | -                  | -                  | -                  | -                  | -                  | -           | -           | -           | -           | -           | 18     | 2      | 6      | 10     | 11,11      | Sub., Eson.              |
| 2015-2016           | Sangiovannese   | D               | 34         | 12         | 12         | 10         | CI-D            | 7               | 3               | 2               | 2               | -                  | -                  | -                  | -                  | -                  | -           | -           | -           | -           | -           | 41     | 15     | 14     | 12     | 36,59      | 9º                       |
| mar.-giu. 2019      | Spoleto         | Ecc.            | 5          | 0          | 1          | 4          | CI-Ecc.         | -               | -               | -               | -               | -                  | -                  | -                  | -                  | -                  | -           | -           | -           | -           | -           | 5      | 0      | 1      | 4      | &0,00      | Sub., 9º                 |
| Totale carriera     | Totale carriera | Totale carriera | 105        | 32         | 33         | 40         |                 | 14              | 7               | 4               | 3               |                    | -                  | -                  | -                  | -                  |             | -           | -           | -           | -           | 119    | 39     | 37     | 43     | 32,77      |                          |

## Palmarès

### Giocatore

#### Competizioni nazionali
- Campionato italiano di Serie B: 1

Genoa: 1988-1989
- Campionato saudita: 1

Al-Ittihad: 2002-2003
- Campionato italiano Serie C2: 1

Sorrento: 2006-2007 (girone C)
- Supercoppa di Serie C2: 1

Sorrento: 2007

#### Competizioni internazionali
- Coppa Anglo-Italiana: 1

Genoa: 1995-1996

### Allenatore
- Campionato Nazionale Under-18: 2

Genoa: 2020-2021, 2023-2024
- Torneo di Viareggio: 1

Genoa: 2025